# Trotonotus oneili
Trotonotus oneili är en fjärilsart som beskrevs av Antonius Johannes Theodorus Janse 1920. Trotonotus oneili ingår i släktet Trotonotus och familjen tandspinnare. Inga underarter finns listade i Catalogue of Life.